# Lidcombe Railway Station
Lidcombe Railway Station är en järnvägsstation belägen i Lidcombe i New South Wales i Australien. Stationen öppnades den 1 november 1858.